# Диоклес
Диоклес (Диокл) — в древнегреческой мифологии царь и один из первых жрецов богини Деметры. Известен также как Диоклус.

## Жизнеописание
Был сыном царя города Феры на Пелопоннесе Орсилоха. Сын Одиссея Телемах получил у его отца кров по пути из Пилоса в Спарту, куда он ездил к царю Менелаю, чтобы получить информацию об отце.
Вместе с царём Келеем, царевичами Триптолемом и Поликсеном (или Евмолпом) Диоклес первым узнал тайны Элевсинских мистерий и культа богини плодородия Деметры. Деметра наградила его допуском к этим таинствам и обрядам в качестве благодарности за неутомимое участие в поисках своей пропавшей (как затем выяснилось, похищенной Аидом) дочери Персефоны. Возможно, идентичен другому Диоклесу — Мегарскому царю, которого сверг Тесей, результатом чего стала аннексия Элевсина, отторгнутого от Мегары Афинами (см. Синойкизм).